# المدير العام لوكالة الاستخبارات السرية
المدير العام لجهاز الاستخبارات السرية الأسترالي Director-General of the Australian Secret Intelligence Service هو الضابط التنفيذي لجهاز الاستخبارات السرية الأسترالي (ASIS)، وكالة الاستخبارات الأجنبية الأسترالية. المدير العام للوكالة مسئول مباشرة أمام وزير الخارجية، ويجتمع بانتظام مع الوزير لإطلاعه على أنشطة الوكالة. المدير الحالي هو كيري هارتلاند.

## قائمة المديرين العامين
تم تعيين أحد عشر مدير ومدير عام رسمي لـ ASIS منذ عام 1952.
| مدة الخدمة    | اسم                                                                |
| ------------- | ------------------------------------------------------------------ |
| 1952–1957     | ألفريد بروكس                                                       |
| 1957–1960     | رالف هاري ، رتبة الإمبراطورية البريطانية                           |
| 1960–1968     | اللواء السير والتر كاوثورن ، CB, CIE, رتبة الإمبراطورية البريطانية |
| 1968–1975     | بيل روبرتسون ، رتبة الإمبراطورية البريطانية, الصليب العسكري        |
| 1975–1981     | إيان كينيسون ، رتبة الإمبراطورية البريطانية                        |
| 1981–1983     | جون رايان ، رتبة الإمبراطورية البريطانية (بالنيابة)                |
| 1984–1992     | العميد جيم فورنر ، رتبة الإمبراطورية البريطانية                    |
| 1992–1998     | ريكس ستيفنسون ،                                                    |
| 1998–2003     | آلان تايلور ، AM                                                   |
| 2003–2009     | ديفيد إيرفين ، AO,                                                 |
| 2009–2017     | نيك وارنر ، AO, PSM                                                |
| 2017–2023     | اللواء بول سايمون ، AO                                             |
| 2023–حتى الآن | كيري هارتلاند                                                      |

## انظر ايضا
مدير وكالة المخابرات المركزية (2005 - الان)